# Macaroeris flavicomis
Macaroeris flavicomis là một loài nhện trong họ Salticidae.
Loài này thuộc chi Macaroeris. Macaroeris flavicomis được Eugène Simon miêu tả năm 1884.